# Arktiska Gula flodenstationen

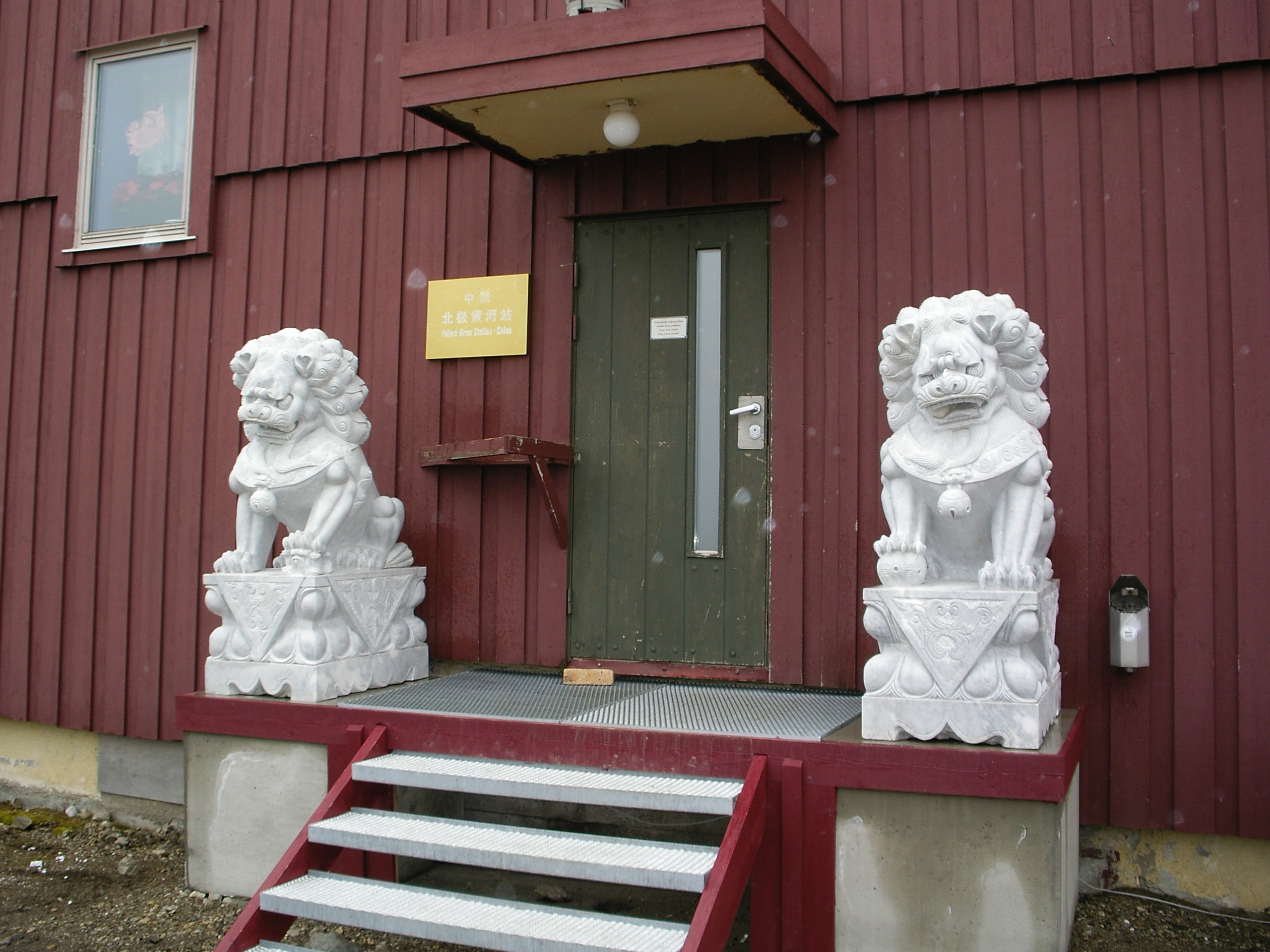
Den kinesiska forskningsstationen i Ny-Ålesund

Arktiska Gula flodenstationen (förenklad kinesiska: 黄河站; traditionell kinesiska: 黃河站; pinyin: Huánghé Zhàn) är en kinesisk polarforskningsstation i Ny-Ålesund i Svalbard.
Arktiska Gula flodenstationen inrättades av Kinas polarforskningsinstitut 2003 och invigdes i juli 2004. Stationen är säsongsbemannad. Forskning sker främst inom atmosfärfysik, norrsken, biologi, glaciologi, geologi och marina ämnesområden. Den ligger i en tvåvåningsbyggnad med en yta på 500 kvadratmeter, inklusive laboratorier, kontor, läsesal, sovsalar och lagerutrymmen. Den har utrymmen för 20 personer att läsa och arbeta.